# Sociologia dello sviluppo
La sociologia dello sviluppo è una disciplina che nasce nella seconda metà del novecento (anche se alcuni studi erano stati compiuti già nella seconda metà dell'Ottocento) come alternativa all'economia dello sviluppo.
I primi studi, come osservano Trigilia (2009) e Scidà (2007), sono di Bert F. Hoselitz e Marion Levy (1966), in ambito struttural-funzionalista. Essi sono i primi a sottolineare come lo sviluppo economico dei paesi arretrati sia condizionato da aspetti relativi alla cultura e alla struttura sociale.
Per decenni il concetto di sviluppo era rimasto legato ad un'idea di progresso come miglioramento, soprattutto a causa della visione positivista della scienza e dell'illuminismo.
La disciplina comunque è solo recentemente divenuta una componente quasi indipendente della sociologia, infatti essa è riconducibile, in modo più generale, alla branca della sociologia definita sociologia economica.

## Storia
L'emergere di studi di sviluppo come disciplina accademica nella seconda metà del XX secolo, è in gran parte a causa della crescente preoccupazione per le prospettive economiche per il terzo mondo, dopo la decolonizzazione. Nel periodo post-guerra, economia dello sviluppo, un ramo di economia, emerse da precedenti studi in economia coloniale. Dal 1960, un numero crescente di economisti dello sviluppo ha ritenuto che l'economia da sola non avrebbe potuto affrontare pienamente le questioni quali l'efficacia politica e l'offerta educativa. Gli studi di sviluppo sono sorti in conseguenza di ciò. L'obiettivo inizialmente tese ad integrare le idee di politica e di economia. Da allora, è diventato un argomento sempre più interdisciplinare e multidisciplinare, che comprende una varietà di campi scientifici sociali. In questi ultimi anni l'uso combinato dell'analisi di economia politica all'applicazione delle tecniche analitiche di economia per provare, valutare e spiegare i fattori politici e sociali che o migliorano o limitano lo sviluppo è diventato sempre più diffuso come un modo per spiegare il successo o il fallimento dei processi di riforma. L'era dello sviluppo moderno è comunemente considerata iniziata con il discorso inaugurale di Harry S. Truman nel 1949. Al punto quattro del suo discorso, con riferimento all'America Latina e altri paesi poveri, ha detto che "per la prima volta nella storia, l'umanità possiede le conoscenze e le abilità per alleviare le sofferenze di queste persone ". Ma gli studi di sviluppo da allora hanno anche preso un interesse per lezioni di esperienze di sviluppo passate dei paesi occidentali.
Più di recente, l'emergere di sicurezza umana - un nuovo approccio orientato verso le persone per la comprensione e l'affronto di minacce alla sicurezza globale - ha portato ad un crescente riconoscimento di un rapporto tra sicurezza e sviluppo. La sicurezza umana sostiene che le disuguaglianze e l'insicurezza in uno Stato o regione hanno conseguenze per la sicurezza globale e che è quindi nell'interesse di tutti gli Stati affrontare le questioni dello sviluppo sottostanti. Questo rapporto con gli studi di sicurezza umana è solo un esempio della natura interdisciplinare di studi di sviluppo.